# Rokytnice nad Jizerou
Rokytnice nad Jizerou là một thị trấn thuộc huyện Semily, vùng Liberecký, Cộng hòa Séc.